# كريستوفر إتش مارتن
كريستوفر إتش مارتن (بالإنجليزية: Christopher H. Martin)‏ هو فنان أمريكي، ولد في 1969.